# كيفن فينيمان
كيفن فينيمان (بالألمانية: Kevin Vennemann)‏ (و. 1977  م) هو مؤلف، وكاتب ألماني، ولد في دورستن.

## جوائز
حصل على جوائز منها:
- جائزة المنافسة العامة  [لغات أخرى]‏ (1946)
- قائد الفنون والآداب

## روابط خارجية
- كيفن فينيمان على موقع مونزينجر (الألمانية)
- كيفن فينيمان على موقع ديسكوغز (الإنجليزية)